# Batrachorhina excavata
Batrachorhina excavata là một loài bọ cánh cứng trong họ Cerambycidae.